# Institute of Technology, Tralee
Das Institute of Technology, Tralee (kurz: ITT oder IT Tralee; Irisch: Institiúid Teicneolaíochta Thrá Lí) war eine 1977 gegründete technische Hochschule in Tralee, Irland. Bis ins Jahr 2020 hatte sie 3.500 Studenten in drei Fakultäten (School of Business, Computing and Humanities, School of Science, Technology, Engineering and Mathematics, School of Health and Social Sciences). Mit Wirkung zum 1. Januar 2021 verschmolz das ITT mit dem Cork Institute of Technology und ist seither in der Munster Technological University aufgegangen, Irlands zweiter jemals gegründeten Technischen Universität.

## Geschichte
Die ITT wurde 1977 als Tralee Regional Technical College (RTC) gegründet und stand unter der Leitung des Town of Tralee Vocational Education Committee (VEC). 1992 wurde das RTC im Rahmen des Regional Technical Colleges Act 1992 unabhängig und benannte sich 1997 in Institute of Technology, Tralee um.
Ab 2012 wurde ein Zusammenschluss der ITT und des Cork Institute of Technology (CIT) sowie des Waterford Institute of Technology (WIT) geplant. Dieser kam jedoch nicht zustande, da das CIT ablehnte, die Schulden der ITT zu übernehmen. Im Mai 2020 verkündete Taoiseach Leo Varadkar die formelle Genehmigung für die beiden Institute ITT und CIT sich zu Technischen Universität zusammenzuschließen.
Seit dem 1. Januar 2021 besteht seither nur noch die Munster Technological University.

## Weiterführendes
- Offizielle Website der Munster Technological University